# Brille Records
Brille Records è una casa discografica indipendente situata in Inghilterra, che ha pubblicato lavori di band come i Whirlwind Heat, i Good Shoes, gli Envelopes, gli Operator Please, i The Bridge Gang e i The Knife. È stata in collaborazione con la EMI UK da agosto del 2005 fino a febbraio del 2008.
È stata fondata nel 2004 da Leo Silverman.

## Pubblicazioni

### Album
| Codice       | Gruppo            | Album                                     | Data            |
| ------------ | ----------------- | ----------------------------------------- | --------------- |
| BRILCD101    | Envelopes         | Demon                                     | settembre 2004  |
| BRILCD102    | Whirlwind Heat    | Types Of Wood                             | marzo 2005      |
| BRILCD103    | The Knife         | Silent Shout                              |                 |
| BRILCD103DLX | The Knife         | Silent Shout - An Audio Visual Experience | 2 luglio 2007   |
| BRILCD105    | The Knife         | Deep Cuts                                 | 28 agosto 2006  |
| BRILCD106    | The Knife         | The Knife                                 | 28 agosto 2006  |
| BRILCD107    | Envelopes         | Here Comes The Wind                       |                 |
| BRILCD108    | Good Shoes        | Think Before You Speak                    | 26 marzo 2007   |
| BRILCD111    | Operator Please   | Yes Yes Vindictive                        | 3 marzo 2008    |
| BRILCD112    | Lucas Renney      | Songs From Strange Glory                  | 1º agosto 2009  |
| BRILCD113    | Good Shoes        | No Hope No Future                         | 26 gennaio 2010 |
| BRILCD114    | Operator Please   | Gloves                                    | 31 marzo 2010   |
| BRILCD115    | The Golden Filter | Voluspa                                   | 26 aprile 2010  |